# La voz de la montaña
La voz de la montaña (山の音 Yama no Oto?) es una película dramática japonesa de 1954 dirigida por Mikio Naruse y escrita por Yōko Mizuki. Está basada en la novela El rumor de la montaña del ganador del premio Nobel Yasunari Kawabata.

## Sinopsis
Shingo, un anciano hombre de negocios, ve cómo el matrimonio de su hijo Shuichi y su nuera Kikuko, que viven en la misma casa, se desmorona debido a la frialdad y el comportamiento adúltero de Shuichi. Halagado por la adoración abierta de Kikuko por él, intenta actuar como una piedra angular para ella. Su propia hija Fusako, que deja a su marido y se muda de nuevo a la casa de sus padres con sus hijos, culpa a Shingo por su matrimonio arreglado y fallido y por su preferencia por Kikuko sobre ella. Shingo acompaña a Kikuko a una visita al hospital, solo para descubrir más tarde que abortó al niño que esperaba de Shuichi. Una secretaria de la empresa de Shingo lo ayuda a encontrar a Kinu, la amante de Shuichi y una empresaria independiente, quien le cuenta sobre el comportamiento abusivo de su hijo. Kikuko finalmente decide divorciarse de su esposo y, al encontrarse con Shingo en un parque, le dice a su suegro que quiere intentar vivir su propia vida.

## Reparto
- Setsuko Hara como Kikuko Ogata;
- Sō Yamamura como Shingo Ogata;
- Ken Uehara como Shuichi Ogata;
- Yōko Sugi como Hideko Tanizaki;
- Teruko Nagaoka como Yasuko;
- Yasuko Tan'ami como Ikeda;
- Chieko Nakakita como Fusako Aihara;
- Rieko Sumi como Kinuko (Kinu).

## Legado
La biógrafa de Naruse, Catherine Russell, ve La voz de la montaña como una película de mujeres, ya que reduce la perspectiva del libro de Shingo a favor de los personajes femeninos que, con la excepción de la pasiva Kikuko, actúan de manera franca e independiente, «tratando de abrirse camino en un mundo en el que hombres como Shuichi han sido destruidos psicológicamente por la guerra.» La última escena sugiere la posibilidad de cambio para Kikuko, logrando una resolución positiva de sus problemas.
El mismo Naruse declaró que esta era una de sus películas favoritas.